# Финал Мирового тура ATP 2011
Финал Мирового тура ATP 2011 (англ. Barclays ATP World Tour Finals 2011) — турнир сильнейших теннисистов, завершающий сезон ATP. В 2011 году проходит 42-е по счёту соревнование для одиночных игроков и 36-е для парных. Традиционно турнир проводится поздней осенью — в этом году с 20 по 27 ноября на кортах O2 арена в столице Великобритании — Лондоне, которая принимает его третий год подряд.
Прошлогодние победители:
- одиночки —  Роджер Федерер
- пары —  Ненад Зимонич /  Даниэль Нестор

## Квалификация
Квалификация на этот турнир происходит по итогам рейтинга ATP.

### Одиночный турнир
Золотистым цветом выделены теннисисты, отобравшиеся в Лондон. 
 Серебристым — запасные на турнире в Лондоне. 
| Рейтинг на 20 ноября 2011 года. | Рейтинг на 20 ноября 2011 года. | Рейтинг на 20 ноября 2011 года. | Рейтинг на 20 ноября 2011 года. |
| #                               | Теннисист                       | Очки                            | Турниры                         |
| ------------------------------- | ------------------------------- | ------------------------------- | ------------------------------- |
| 1                               | Новак Джокович                  | 13,475                          | 17                              |
| 2                               | Рафаэль Надаль                  | 9,375                           | 18                              |
| 3                               | Энди Маррей                     | 7,380                           | 17                              |
| 4                               | Роджер Федерер                  | 6,670                           | 17                              |
| 5                               | Давид Феррер                    | 4,480                           | 21                              |
| 6                               | Жо-Вильфрид Тсонга              | 3,535                           | 23                              |
| 7                               | Томаш Бердых                    | 3,300                           | 22                              |
| 8                               | Марди Фиш                       | 2,965                           | 22                              |
| 9                               | Янко Типсаревич                 | 2,395                           | 27                              |
| 10                              | Николас Альмагро                | 2,380                           | 26                              |

Энди Маррей снялся с соревнований по ходу турнира.
В число участников одиночного турнира помимо 8 игроков основной сетки включают также двоих запасных.

### Парный турнир
| Рейтинг на 20 ноября 2011 года. | Рейтинг на 20 ноября 2011 года.     | Рейтинг на 20 ноября 2011 года. | Рейтинг на 20 ноября 2011 года. |
| #                               | Команда                             | Очки                            | Турниры                         |
| ------------------------------- | ----------------------------------- | ------------------------------- | ------------------------------- |
| 1                               | Боб Брайан Майк Брайан              | 10,100                          | 22                              |
| 2                               | Ненад Зимонич Микаэль Льодра        | 7,300                           | 18                              |
| 3                               | Максим Мирный Даниэль Нестор        | 6,980                           | 21                              |
| 4                               | Махеш Бхупати Леандер Паес          | 4,770                           | 14                              |
| 5                               | Рохан Бопанна Айсам-уль-Хак Куреши  | 4,650                           | 25                              |
| 6                               | Роберт Линдстедт Хория Текэу        | 4,040                           | 22                              |
| 7                               | Юрген Мельцер Филипп Пецшнер        | 4,010                           | 14                              |
| 8                               | Марцин Матковски Мариуш Фирстенберг | 3,450                           | 25                              |

## Соревнования

### Одиночные соревнования
Роджер Федерер обыграл  Жо-Вильфрида Тсонга со счётом 6-3, 6-7(6), 6-3.
- Федерер выигрывает 4й титул в году и 70й за карьеру.
- Федерер выигрывает 6й Итоговый турнир в своей карьере и второй подряд.
- Тсонга выходит в свой 6й одиночный финал на соревнованиях ассоциации в году и 13й за карьеру.
- Тсонга впервые выходит в финал Итогового турнира

### Парные соревнования
Максим Мирный /  Даниэль Нестор обыграли  Марцина Матковского /  Мариуша Фирстенберга со счётом 7-5, 6-3.
- Мирный выигрывает свой 4й в году и 41й за карьеру парный титул на соревнованиях мирового тура.
- Нестор выигрывает свой 4й в году и 75й за карьеру парный титул на соревнованиях мирового тура.
- Мирный выигрывает свой 2й итоговый турнир в карьере.
- Нестор выигрывает свой 4й итоговый турнир в карьере и второй подряд.